# Championnats de Belgique régionaux de handball
En Belgique, l'Union Royale belge de handball (URBH) s'occupe de l'organisation des séries nationale, c'est-à-dire la Division 1 et Division 2 masculine et féminine mais elle coorganise aussi la BeNe League avec la Nederlands Handbal Verbond (NVH) et a la charge des sélections nationales.
Cependant, l'Union Royale belge de handball (URBH) possède deux ailes, l'une francophone avec la Ligue francophone de handball (LFH) et l'autre néerlandophone avec la Vlaamse Handbal Vereniging (VHV), ces deux ailes ont la charge d'organiser et de gérer les divisions inférieures à la division 2 nationales. Ainsi la Division 3 est coupée en deux ailes, on retrouve la Liga.1 pour la VHV et la D1 LFH pour la LFH, le quatrième niveau est donc composé de deux championnats régionaux.
Pour ce qui est du cinquième niveau, c'est le dernier niveau de la hiérarchie du handball belge pour l'aile francophone, on trouve directement les Promotions, deux championnats provinciaux avec la Promotion Liège pour la Province de Liège et la Promotion Brabant-Hainaut pour la Province de Hainaut, la Province du Brabant wallon et la Région de Bruxelles-Capitale mais les clubs du HC Kraainem et du HBC Namur respectivement situé dans les provinces du Brabant flamand et de Namur dépendent également de cette promotion.
Pour ce qui est de l'aile néerlandophone, le cinquième et le sixième niveau sont représentés par la Liga.2 et la Liga.3, des compétitions régionales, le dernier échelon du handball belge en Flandre est donc le septième où on retrouve trois championnats provinciaux, la Promotion Limburg pour la Province de Limbourg, la Promotion AVB pour la Province d'Anvers et de Brabant flamand et la Promotion Oost/West pour la Province de Flandre-Occidentale et de Flandre-Orientale.

## Histoire
Les Promotions constitue le dernier échelon de handball belge.
Entre 1957 et 1963, elles constituaient le deuxième niveau, soit la deuxième division national actuellement.

## Promotion Liège
La Promotion Liège est une compétition de handball créée en 1957 par l'Union royale belge de handball, et organisée par la Ligue Francophone de Handball depuis 1977, ce championnat annuel, compte 14 équipes et se déroule en Province de Liège. Cette division est le quatrième niveau de hiérarchie pour les clubs localisés en Province de Liège, la division supérieure est la D1 LFH.

### Organisation
La saison est disputée par 14 équipes jouant chacune l'une contre l'autre à deux reprises selon le principe des phases aller et retour. Une victoire rapporte 2 points, une égalité, 1 point et, donc une défaite 0 point. À la fin de la saison, le champion est promu l'an prochain en D1 LFH, le deuxième doit quant à lui disputer un test match aller-retour face au deuxième de la Promotion Brabant-Hainaut, s'il veut être lui aussi en D1 LFH, l'an prochain.

### Club engagé pour la saison 2013/2014
| Club               | Ville               | Salle                            |
| ------------------ | ------------------- | -------------------------------- |
| HC Malmedy         | Malmedy             | Hall Omnisports de Malmedy       |
| HC Herstal/Trooz 2 | Herstal-Trooz       | Hall Omnisports "La Préalle"     |
| HC Visé BM 3       | Visé                | Hall Omnisports de Visé          |
| HC Verviers        | Verviers            | Hall Omnisports de Gérardchamps  |
| KTSV Eupen 2       | Eupen               | Sportzentrum d'Eupen             |
| HC Sprimont        | Sprimont            | Hall Omnisports de Sprimont      |
| ROC Flémalle       | Flémalle            | Salle André Cools                |
| ROC Flémalle 2     | Flémalle            | Salle André Cools                |
| HC Amay            | Amay                | Hall Omnisports Robert Collignon |
| JS Herstal         | Herstal             | Salle du Collège Saint-Lambert   |
| Union Beynoise 2   | Beyne-Heusay        | Hall Edmond Rigo                 |
| HC Old Blacks      | Amay                | Hall Omnisports Robert Collignon |
| H. Villers 59      | Villers-le-Bouillet | Hall des Sports Emile Collignon  |
| Jeunesse Jemeppe 2 | Seraing             | Hall Omnisports du Bois de Mont  |

## Promotion Brabant-Hainaut
La Promotion Brabant-Hainaut est une compétition de handball créée en ? par l'Union royale belge de handball, et organisé par la Ligue Francophone de Handball depuis 1977, ce championnat annuelle, compte 14 équipes et se déroule en Province de Hainaut, Province du Brabant wallon ou encore en Région de Bruxelles-Capitale. Cette division est le quatrième niveau de hiérarchie pour les clubs localisés en Province de Hainaut, Province du Brabant wallon et en Région de Bruxelles-Capitale, la division supérieure est la D1 LFH.

### Organisation
La saison est disputée par 14 équipes jouant chacune l'une contre l'autre à deux reprises selon le principe des phases aller et retour. Une victoire rapporte 2 points, une égalité, 1 point et, donc une défaite 0 point. À la fin de la saison, le champion est promu l'an prochain en D1 LFH, le deuxième doit quant à lui disputer un test match aller-retour face au deuxième de la Promotion Liège, s'il veut être lui aussi en D1 LFH, l'an prochain.

### Club engagé pour la saison 2013/2014[2]
| Club                    | Ville     | Salle                          |
| ----------------------- | --------- | ------------------------------ |
| United Brussels 2       | Bruxelles | Kinetix Stadium                |
| United Brussels 3       | Bruxelles | Kinetix Stadium                |
| Waterloo ASH 2          | Waterloo  | HallOmnisports de Waterloo     |
| Waterloo ASH 3          | Waterloo  | Hall Omnisports de Waterloo    |
| HC Nadit                | Wavre     | Hall Omnisports de Wavre       |
| Entente du Centre CLH 2 | Manage    | Salle "La Drève"               |
| HC Kraainem 2           | Kraainem  | Hall des Sports                |
| HSC Tubize              | Tubize    | Salle du Collège Saint-Lambert |
| HC Mouscron             | Mouscron  | Hall Sportif Max Lessines      |
| H.B.C.Charleroi-Ransart | Charleroi | Complexe Sportif de Ransart    |
| SpHC Mont/Marchienne 1  | Charleroi | Hall Polyvalent                |
| SpHC Mont/Marchienne 2  | Charleroi | Hall Polyvalent                |
| EHC Tournai 3           | Tournai   | Hall des Sports de la C.E.T.   |
| HC Mouloudia            | Mons      | Hall Omnisports de Cuesmes     |

## Promotion Brabant-Anvers
La Promotion Brabant-Anvers est une compétition de handball créée en ? par l'Union royale belge de handball, et organisé par l'Association Flamande de Handball depuis 1977, ce championnat annuelle, compte ? équipes et se déroule en Province d'Anvers, Province du Brabant flamand. Cette division est le cinquième niveau de hiérarchie pour les clubs localisés en Province d'Anvers, Province du Brabant wallon, la division supérieure est la Liga.

### Organisation
La saison est disputée par ? équipes jouant chacune l'une contre l'autre à deux reprises selon le principe des phases aller et retour. Une victoire rapporte 2 points, une égalité, 1 point et, donc une défaite 0 point. À la fin de la saison, le champion doit disputer un test match aller-retour face au champion de la Promotion Limbourg série A, s'il veut être promu en Liga, l'an prochain.

## Promotion Limbourg série A
La Promotion Limbourg série A est une compétition de handball créée en 1957 par l'Union royale belge de handball, et organisé par l'Association Flamande de Handball depuis 1977, ce championnat annuel, compte 9 équipes et se déroule en province du Limbourg. Cette division est le cinquième niveau de hiérarchie pour les clubs localisés en province du Limbourg, la division supérieur est la Liga.

### Organisation
La saison est disputée par 9 équipes jouant chacune l'une contre l'autre à deux reprises selon le principe des phases aller et retour. Une victoire rapporte 2 points, une égalité, 1 point et, donc une défaite 0 point. À la fin de la saison, le champion doit disputer un test match aller-retour face au champion de la Promotion Anvers-Brabant, s'il veut être promu en Liga, l'an prochain.

### Club engagé pour la saison 2013/2014
| Club                       | Ville           | Salle                                             |
| -------------------------- | --------------- | ------------------------------------------------- |
| Sporting Neerpelt-Lommel 3 | Neerpelt-Lommel | Sporthal Dommelhof                                |
| HC Overpelt 3              | Overpelt        | Gem. Sporthal De Bemvoort                         |
| HV Arena 3                 | Hechtel-Eksel   | Gem. Sporthal Eksel/Sporthal De Deuster Peer      |
| HC Pentagoon Kortessem 2   | Anvers          | Sted. Sporthal . Borgloon/Gem. Sporthal Kortessem |
| HC Hades Hamont-Achel      | Hamont-Achel    | Sporthal De Posthoorn Hamont-Achel                |
| HC Maasmechelen 65         | Maasmechelen    | Sporthal De Kommel                                |
| Real Kiewit                | Hasselt         | Sted. Sporthal Kiewit                             |
| United HC Tongeren 3       | Tongres         | Eburons Dôme Tongeren                             |
| HC Hannibal Tessenderlo    | Tessenderlo     | Gem. Sporthal De Voordijcker/Puis X college       |

## Promotion Flandre-Orientale
La Promotion Flandre-Orientale est une compétition de handball créée en 1957 par l'Union royale belge de handball, et organisé par l'Association Flamande de Handball depuis 1977, ce championnat annuel, compte 9 équipes et se déroule en Province de Flandre-Orientale. Cette division est le cinquième niveau de hiérarchie pour les clubs localisés en Province de Flandre-Orientale, la division supérieur est la Liga.

### Organisation
La saison est disputée par 8 équipes jouant chacune l'une contre l'autre à deux reprises selon le principe des phases aller et retour. Une victoire rapporte 2 points, une égalité, 1 point et, donc une défaite 0 point. À la fin de la saison, le champion doit disputer un test match aller-retour face au champion de la Promotion Flandre Occidental, s'il veut être promu en Liga, l'an prochain.

### Club engagé pour la saison 2013/2014
| Club              | Ville    | Salle                                   |
| ----------------- | -------- | --------------------------------------- |
| HC Aalst          | Alost    | Sporthal Ten Rozen Aalst                |
| HC Aalst 2        | Alost    | Sporthal Ten Rozen Aalst                |
| HC Eeklo 2        | Eeklo    | Sted. Sporthal/Sporthal Ten Doorn Eeklo |
| HBC Dendermonde 2 | Termonde | Sporthal Sint Gillis                    |
| Elita Lebbeke 2   | Lebbeke  | Sporthal Lebbeke                        |
| HKW Lokeren       | Lokeren  | Sports Hall Durmehal                    |
| HC Atila Temse    | Tamise   | Sporthal Het Gelaag Steendorp/Temsica   |
| HC Atila Temse 2  | Tamise   | Sporthal Het Gelaag Steendorp/Temsica   |

## Promotion Flandre-Occidentale
La Promotion Flandre-Occidentale est une compétition de handball créée en 1957 par l'Union royale belge de handball, et organisé par l'Association Flamande de Handball depuis 1977, ce championnat annuelle, compte ? équipes et se déroule en Province de Flandre-Occidentale. Cette division est le cinquième niveau de hiérarchie pour les clubs localisés en Province de Flandre-Occidentale, la division supérieure est la Liga.

### Organisation
La saison est disputée par huit équipes jouant chacune l'une contre l'autre à deux reprises selon le principe des phases aller et retour. Une victoire rapporte 2 points, une égalité, 1 point et, donc une défaite 0 point. À la fin de la saison le champion doit disputer un test match aller-retour face au champion de la Promotion Flandre-Orientale, s'il veut être promu en Liga, l'an prochain.

## Promotion Limbourg série B
La Promotion Limbourg série B est une compétition de handball créée en ? par l'Union royale belge de handball, et organisé par l'Association Flamande de Handball depuis 1977, ce championnat annuelle, compte ? équipes et se déroule en province du Limbourg. Cette division est le sixième niveau de hiérarchie pour les clubs localisés en province du Limbourg, la division supérieure est la Promotion Limbourg série A .

### Club engagé pour la saison 2013/2014
| Club                       | Ville                | Salle                                        |
| -------------------------- | -------------------- | -------------------------------------------- |
| Achilles Bocholt 3         | Bocholt              | Sporthal Dommelhof                           |
| HHV Meeuwen 2              | Meeuwen-Gruitrode    | Gem. Sporthal Meeuwen                        |
| HC Overpelt 2              | Overpelt             | Gem. Sporthal De Bemvoort                    |
| HV Arena 2                 | Hechtel-Eksel        | Gem. Sporthal Eksel/Sporthal De Deuster Peer |
| HB Sint-Truiden 2          | Saint-Trond          | sint-Pieter/Sporthal Jodenstraat             |
| Kreasa HB Houthalen 2      | Houthalen-Helchteren | Lakerveld                                    |
| Sporting Neerpelt-Lommel 4 | Neerpelt-Lommel      | Sporthal Dommelhof                           |
| HC Hannibal Tessenderlo 2  | Tessenderlo          | Gem. Sporthal De Voordijcker                 |
| Initia HC Hasselt 3        | Hasselt              | Sporthal Alverberg                           |

## Palmarès des Promotions
sur les 7 différentes Promotion, les champions sont inconnues, si vous les connaissez, n’hésitez pas à compléter le palmarès et le bilan, merci d'avance! (les champions sont automatiquement des clubs belge dont la province égale la promotion).
| Saison    | Promotion Liège               | Promotion Brabant-Hainaut | Promotion Limbourg série A | Promotion Limbourg série B | Promotion Brabant-Anvers | Promotion Flandre-Occidentale | Promotion Flandre-Orientale |
| --------- | ----------------------------- | ------------------------- | -------------------------- | -------------------------- | ------------------------ | ----------------------------- | --------------------------- |
| 1957-1958 | ?                             | ?                         | ?                          | ?                          | ?                        | ?                             | ?                           |
| 1958-1959 | ?                             | ?                         | ?                          | ?                          | ?                        | ?                             | ?                           |
| 1959-1960 | Wandre.                       | Police de Bruxelles       | ?                          | ?                          | KV Sasja HC Hoboken      | ?                             | HBC Dendermonde             |
| 1960-1961 | Progrès HC Seraing            | CH Schaerbeek Brussels    | ?                          | ?                          | ?                        | ?                             | ?                           |
| 1961-1962 | ?                             | Ambiorix                  | ?                          | ?                          | ?                        | ?                             | ?                           |
| 1962-1963 | HC Inter Herstal              | ?                         | ?                          | ?                          | ?                        | ?                             | Sparta Aalst                |
| 1963-1964 | ?                             | ?                         | ?                          | ?                          | ?                        | ?                             | ?                           |
| 1964-1965 | ?                             | ?                         | ?                          | ?                          | ?                        | ?                             | ?                           |
| 1965-1966 | ?                             | ?                         | ?                          | ?                          | ?                        | ?                             | ?                           |
| 1966-1967 | ?                             | ?                         | ?                          | ?                          | ?                        | ?                             | ?                           |
| 1967-1968 | ?                             | ?                         | ?                          | ?                          | ?                        | ?                             | ?                           |
| 1968-1969 | ?                             | ?                         | ?                          | ?                          | ?                        | ?                             | ?                           |
| 1969-1970 | ?                             | ?                         | ?                          | ?                          | ?                        | ?                             | ?                           |
| 1970-1971 | ?                             | ?                         | ?                          | ?                          | ?                        | ?                             | ?                           |
| 1971-1972 | ?                             | ?                         | ?                          | ?                          | ?                        | ?                             | ?                           |
| 1972-1973 | ?                             | ?                         | Initia HC Hasselt          | ?                          | ?                        | ?                             | ?                           |
| 1973-1974 | ?                             | ?                         | ?                          | ?                          | ?                        | ?                             | ?                           |
| 1974-1975 | ?                             | ?                         | ?                          | ?                          | ?                        | ?                             | ?                           |
| 1975-1976 | ?                             | ?                         | ?                          | ?                          | ?                        | ?                             | ?                           |
| 1976-1977 | ?                             | ?                         | ?                          | ?                          | ?                        | ?                             | ?                           |
| 1977-1978 | ?                             | EHC Tournai               | ?                          | ?                          | ?                        | ?                             | ?                           |
| 1978-1979 | ?                             | ?                         | ?                          | ?                          | ?                        | ?                             | ?                           |
| 1979-1980 | ?                             | ?                         | ?                          | ?                          | ?                        | ?                             | ?                           |
| 1980-1981 | ?                             | ?                         | ?                          | ?                          | ?                        | ?                             | ?                           |
| 1981-1982 | ?                             | ?                         | ?                          | ?                          | ?                        | ?                             | ?                           |
| 1982-1983 | ?                             | ?                         | ?                          | ?                          | ?                        | ?                             | ?                           |
| 1983-1984 | ?                             | ?                         | ?                          | ?                          | ?                        | ?                             | ?                           |
| 1984-1985 | ?                             | ?                         | ?                          | ?                          | ?                        | ?                             | ?                           |
| 1985-1986 | ?                             | ?                         | ?                          | ?                          | ?                        | ?                             | ?                           |
| 1986-1987 | ?                             | ?                         | ?                          | ?                          | ?                        | ?                             | HKW Waasmunster             |
| 1987-1988 | ?                             | ?                         | ?                          | ?                          | ?                        | ?                             | ?                           |
| 1988-1989 | ?                             | ?                         | ?                          | ?                          | ?                        | ?                             | ?                           |
| 1989-1990 | ?                             | ?                         | ?                          | ?                          | ?                        | ?                             | ?                           |
| 1990-1991 | ?                             | ?                         | ?                          | ?                          | ?                        | ?                             | ?                           |
| 1991-1992 | ?                             | ?                         | ?                          | ?                          | ?                        | ?                             | ?                           |
| 1992-1993 | ?                             | ?                         | ?                          | ?                          | ?                        | ?                             | ?                           |
| 1993-1994 | ?                             | ?                         | ?                          | ?                          | ?                        | ?                             | ?                           |
| 1994-1995 | ?                             | ?                         | ?                          | ?                          | ?                        | ?                             | ?                           |
| 1995-1996 | ?                             | ?                         | ?                          | ?                          | ?                        | ?                             | ?                           |
| 1996-1997 | HC Visé BM                    | ?                         | ?                          | ?                          | ?                        | ?                             | ?                           |
| 1997-1998 | ?                             | ?                         | ?                          | ?                          | ?                        | ?                             | ?                           |
| 1998-1999 | HC 200 Ans                    | ?                         | ?                          | ?                          | ?                        | ?                             | ?                           |
| 1999-2000 | ?                             | ?                         | ?                          | ?                          | ?                        | ?                             | ?                           |
| 2000-2001 | ?                             | ?                         | ?                          | ?                          | ?                        | ?                             | ?                           |
| 2001-2002 | ?                             | ?                         | ?                          | ?                          | ?                        | ?                             | ?                           |
| 2002-2003 | ?                             | ?                         | ?                          | ?                          | ?                        | ?                             | ?                           |
| 2003-2004 | ?                             | ?                         | ?                          | ?                          | ?                        | ?                             | ?                           |
| 2004-2005 | ?                             | ?                         | ?                          | ?                          | ?                        | ?                             | ?                           |
| 2005-2006 | ?                             | ?                         | ?                          | ?                          | ?                        | ?                             | ?                           |
| 2006-2007 | ?                             | ?                         | ?                          | ?                          | ?                        | ?                             | ?                           |
| 2007-2008 | ?                             | ?                         | ?                          | ?                          | ?                        | ?                             | ?                           |
| 2008-2009 | ?                             | ?                         | ?                          | ?                          | ?                        | ?                             | ?                           |
| 2009-2010 | ?                             | ?                         | ?                          | ?                          | ?                        | ?                             | ?                           |
| 2010-2011 | ?                             | ?                         | ?                          | ?                          | ?                        | ?                             | ?                           |
| 2011-2012 | ?                             | ?                         | ?                          | ?                          | ?                        | ?                             | ?                           |
| 2012-2013 | VOO HC Herstal-Flémalle ROC 2 | Entende du Centre CLH     | Initia HC Hasselt 3        | Sporting Neerpelt-Lommel 3 | Olse Merksem HC 2        | HBC Izegem 3                  | HC Aalst                    |
| 2013-2014 | HC Visé BM 3                  | HSC Tubize                |                            |                            |                          |                               |                             |

## Bilan par Promotions
sur les 7 différentes Promotion, les champions sont inconnues, si vous les connaissez, n’hésitez pas à compléter le palmarès et le bilan, merci d'avance! (les champions sont automatiquement des clubs belge dont la province égale la promotion).
| Pr Liège                   | Titres | Pr Brabant-Hainaut     | Titres | Pr Limbourg série A | Titres | Pr Limbourg série B      | Titres | Pr Brabant-Anvers   | Titres | Pr Flandre-Occidentale | Titres | Pr Flandre-Orientale | Titres |
| -------------------------- | ------ | ---------------------- | ------ | ------------------- | ------ | ------------------------ | ------ | ------------------- | ------ | ---------------------- | ------ | -------------------- | ------ |
| ?                          | 50     | ?                      | 51     | ?                   | 54     | ?                        | 55     | ?                   | 54     | ?                      | 55     | ?                    | 52     |
| VOO RHC Grâce-Hollogne/Ans | 1      | Entende du Centre CLH  | 1      | Initia HC Hasselt   | 2      | Sporting Neerpelt-Lommel | 1      | KV Sasja HC Hoboken | 1      | HBC Izegem             | 1      | HC Aalst             | 1      |
| HC Visé BM                 | 1      | EHC Tournai            | 1      |                     |        |                          |        | Olse Merksem HC     | 1      |                        |        | HKW Waasmunster      | 1      |
| HC Inter Herstal           | 1      | CH Schaerbeek Brussels | 1      |                     |        |                          |        |                     |        |                        |        | Sparta Aalst         | 1      |
| Progrès HC Seraing         | 1      | Aedeis                 | 1      |                     |        |                          |        |                     |        |                        |        | HBC Dendermonde      | 1      |
| Wandre                     | 1      | Ambiorix               | 1      |                     |        |                          |        |                     |        |                        |        |                      |        |
| TOC Flémalle               | 1      |                        |        |                     |        |                          |        |                     |        |                        |        |                      |        |

### Palmarès de la première phase
5 des 8 éditions de la Liga est et ouest sont inconnues, si vous les connaissez, n’hésitez pas à compléter le palmarès et le bilan, merci d'avance! (les champions sont automatiquement des clubs, affilié à la VHV, c'est-à-dire un des clubs se trouvant dans une de cinq provinces de Flandre).
| Édition | Saison    | Champion Liga Est     | Champion Liga Ouest |
| ------- | --------- | --------------------- | ------------------- |
| 1       | 2006/2007 | ?                     | ?                   |
| 2       | 2007/2008 | ?                     | ?                   |
| 3       | 2008/2009 | ?                     | ?                   |
| 4       | 2009/2010 | ?                     | ?                   |
| 5       | 2010/2011 | KV Sasja HC Hoboken 2 | Thor Middelkerke    |
| 6       | 2011/2012 | Achilles Bocholt 2    | HKW Waasmunster 2   |
| 7       | 2012/2013 | United HC Tongeren 2  | HBC Izegem          |
| 8       | 2013/2014 | ?                     | ?                   |

### Palmarès de la deuxième phase
7 des 8 éditions de la Liga sont inconnues, si vous les connaissez, n’hésitez pas à compléter le palmarès et le bilan, merci d'avance ! (les champions sont automatiquement des clubs, affilié à la VHV, c'est-à-dire un des clubs se trouvant dans une de cinq provinces de Flandre).
| Édition | Saison    | Champion Liga        |
| ------- | --------- | -------------------- |
| 1       | 2006/2007 | ?                    |
| 2       | 2007/2008 | ?                    |
| 3       | 2008/2009 | ?                    |
| 4       | 2009/2010 | ?                    |
| 5       | 2010/2011 | ?                    |
| 6       | 2011/2012 | ?                    |
| 7       | 2012/2013 | United HC Tongeren 2 |
| 8       | 2013/2014 |                      |